# Communauté de communes Vésubie-Mercantour
Pour les articles homonymes, voir Vésubie (homonymie) et Mercantour.
La communauté de communes Vésubie-Mercantour était une structure intercommunale regroupant cinq communes des Alpes-Maritimes.

## Histoire
Elle est créée en 2007.
Elle disparaît le 31 décembre 2011 pour fusionner avec la communauté urbaine Nice Côte d'Azur et les communautés de communes de la Tinée et des stations du Mercantour, aboutissant ainsi à la création de la métropole Nice Côte d'Azur.

## Composition
- Belvédère
- La Bollène-Vésubie
- Roquebillière
- Saint-Martin-Vésubie
- Venanson